# Rock Dog
Rock Dog (em chinês:  摇滚藏獒) (Brasil: Rock Dog - No Faro do Sucesso / Portugal: Rock Dog - Um Sonho Altamente!) é um filme de animação sino-americano de 2016. Dirigido por Ash Brannon, o filme é baseado na novela gráfica "Tibetan Rock Dog" de Zheng Jun.

## Sinopse
Todos esperam que Bodi seja o próximo cão de guarda da aldeia de ovelhas indefesas nos Himalaias, tal como o seu bisavô, o seu avô e o seu pai Khampa, recordado por se opor a um grupo dos lobos liderados por Linnux. Quando encontra um rádio caído do céu, onde escuta um programa em que o apresentador faz uma entrevista Angus, um famoso músico de rock, Bodi fica inspirado e decide partir para a cidade tentar a sorte no mundo da música, começando as complicações...

## Elenco
| Personagem        | Animal             | Internacional  | Portugal            | Unidub             | BKS                   |
| ----------------- | ------------------ | -------------- | ------------------- | ------------------ | --------------------- |
| Bodi              | Mastim tibetano    | Luke Wilson    | Rui Unas            | Wendel Bezerra     | Léo Caldas            |
| Angus Scattergood | Gato persa         | Eddie Izzard   | Paulo Ribeiro       | Marcelo Pissardini | Wellington Lima       |
| Khampa            | Mastim tibetano    | J. K. Simmons  | Diogo Dias (Klepht) | Armando Tiraboschi | Fábio Moura           |
| Linnux            | Lobo               | Lewis Black    | Ricardo Monteiro    | Mauro Ramos        | Tatá Guarnieri        |
| Lobo              | Lobo               | Kenan Thompson |                     | Luiz Laffey        | Raphael Ferreira      |
| Darma             | Raposa             | Mae Whitman    |                     | Tatiane Keplmair   | Cássia Bisceglia      |
| Germur            | Cabra              | Jorge Garcia   |                     | Yuri Chesman       | Guilherme Marques     |
| Trey              | Leopardo-das-neves | Matt Dillon    |                     | Nestor Chiesse     | Thiago Zambrano       |
| Fleetwood Yak     | Iaque              | Sam Elliott    |                     | Antônio Moreno     | Luiz Carlos de Moraes |

 Versão portuguesa
- Vozes adicionais: Luís Jardim,[6][7] Maya Booth,[6][7] grupo Átoa,[6] Zé Pedro (Xutos e Pontapés),[7] Pedro Cardoso[7]

## Música
Em 19 de março de 2015, foi confirmado que Rolfe Kent será o compositor do filme.

## Lançamento
O filme foi originalmente programado para ser lançado na China em 1º de outubro de 2015, por Huayi Brothers, mas depois foi adiada para 8 de julho de 2016.

## Recepção
Em Rotten Tomatoes, o filme é avaliado em 39% com base em 36 avaliações, com média de 5,3 / 10. O site conclui, "Rock Dog é amigável o suficiente, mas sua animação de segunda categoria e uma história sem inspiração são adicionadas a um filme cujos encantos ruins estão além de todos, exceto os auditores mais jovens e menos exigentes "